# Холокост в Лунинецком районе
Холокост в Лунине́цком районе — систематическое преследование и уничтожение евреев на территории Лунинецкого района Брестской области оккупационными властями нацистской Германии и коллаборационистами в 1941—1944 годах во время Второй мировой войны, в рамках политики «Окончательного решения еврейского вопроса» — составная часть Холокоста в Белоруссии и Катастрофы европейского еврейства.

## Геноцид евреев в районе
Лунинецкий район был полностью оккупирован немецкими войсками в июле 1941 года, и оккупация продлилась более трёх лет — до июля 1944 года. Нацисты включили Лунинецкий район в состав территории, административно отнесённой в состав Пинской округи генерального округа Волынь-Подолия рейхскомиссариата Украина. Вся полнота власти в районе принадлежала зондерфюреру — немецкому шефу района, который подчинялся руководителю округи — гебитскомиссару. Во всех крупных деревнях района были созданы районные (волостные) управы и полицейские гарнизоны из белорусских и украинских коллаборационистов.
Для осуществления политики геноцида и проведения карательных операций сразу вслед за войсками в район прибыли карательные подразделения войск СС, айнзатцгруппы, зондеркоманды, тайная полевая полиция (ГФП), полиция безопасности и СД, жандармерия и гестапо.
Одновременно с оккупацией нацисты и их приспешники начали поголовное уничтожение евреев. «Акции» (таким эвфемизмом гитлеровцы называли организованные ими массовые убийства) повторялись множество раз во многих местах. В тех населенных пунктах, где евреев убили не сразу, их содержали в условиях гетто вплоть до полного уничтожения, используя на тяжелых и грязных принудительных работах, от чего многие узники умерли от непосильных нагрузок в условиях постоянного голода и отсутствия медицинской помощи.
Для полного уничтожения последних евреев в районе в 1942 году были собраны силы в составе 306-го полицейского батальона (более 300 человек), 9-го взвода 3-й роты 15-го полицейского батальона (35 человек), кавалерийского эскадрона (160 человек), батальон № 69 организации Тодта (отобрано 40 человек), силы СД из Пинска (50 человек) и несколько сотен украинских и белорусских полицаев.
В деревне Богдановка были расстреляны только мужчины-евреи. В начале августа 1942 года туда приехали эсэсовцы, приказали явиться мужчинам-евреям, отвели их за деревню и расстреляли в урочище Цыганские дубы. Оставшихся евреев — женщин и детей — через несколько месяцев вывезли в гетто Погост-Загородского, где они также погибли.
За время оккупации практически все евреи Лунинецкого района были убиты, а немногие спасшиеся в большинстве воевали впоследствии в партизанских отрядах.
Евреев в районе убили также в Кожан-Городке, Лахве, Лунинце, Микашевичах, деревнях Бостынь (51 человек), Велуте, Вульке-2, Цне, Лунине, Мокрово, Синкевичах и других.

## Гетто
Оккупационные власти под страхом смерти запретили евреям снимать желтые латы или шестиконечные звезды (опознавательные знаки на верхней одежде), выходить из гетто без специального разрешения, менять место проживания и квартиру внутри гетто, ходить по тротуарам, пользоваться общественным транспортом, находиться на территории парков и общественных мест, посещать школы.
Реализуя нацистскую программу уничтожения евреев, немцы создавали гетто почти во всех городах и населённых пунктах Беларуси, где проживало еврейское население. Так и в Лунинецком районе оккупанты создали 6 гетто:
- в гетто в Кожан-Городке (лето 1941 — 3 сентября 1942) были замучены и убиты около 1000 евреев.
- в гетто в Лахве (1 апреля 1942 — 3 сентября 1942) погибли более 2000 евреев.
- в гетто в Лунинце (март 1942 — 4 сентября 1942) были убиты около 4300 евреев.
- в гетто в Микашевичах (1942 — 6 августа 1942) погибли более 400 евреев.

## Источники

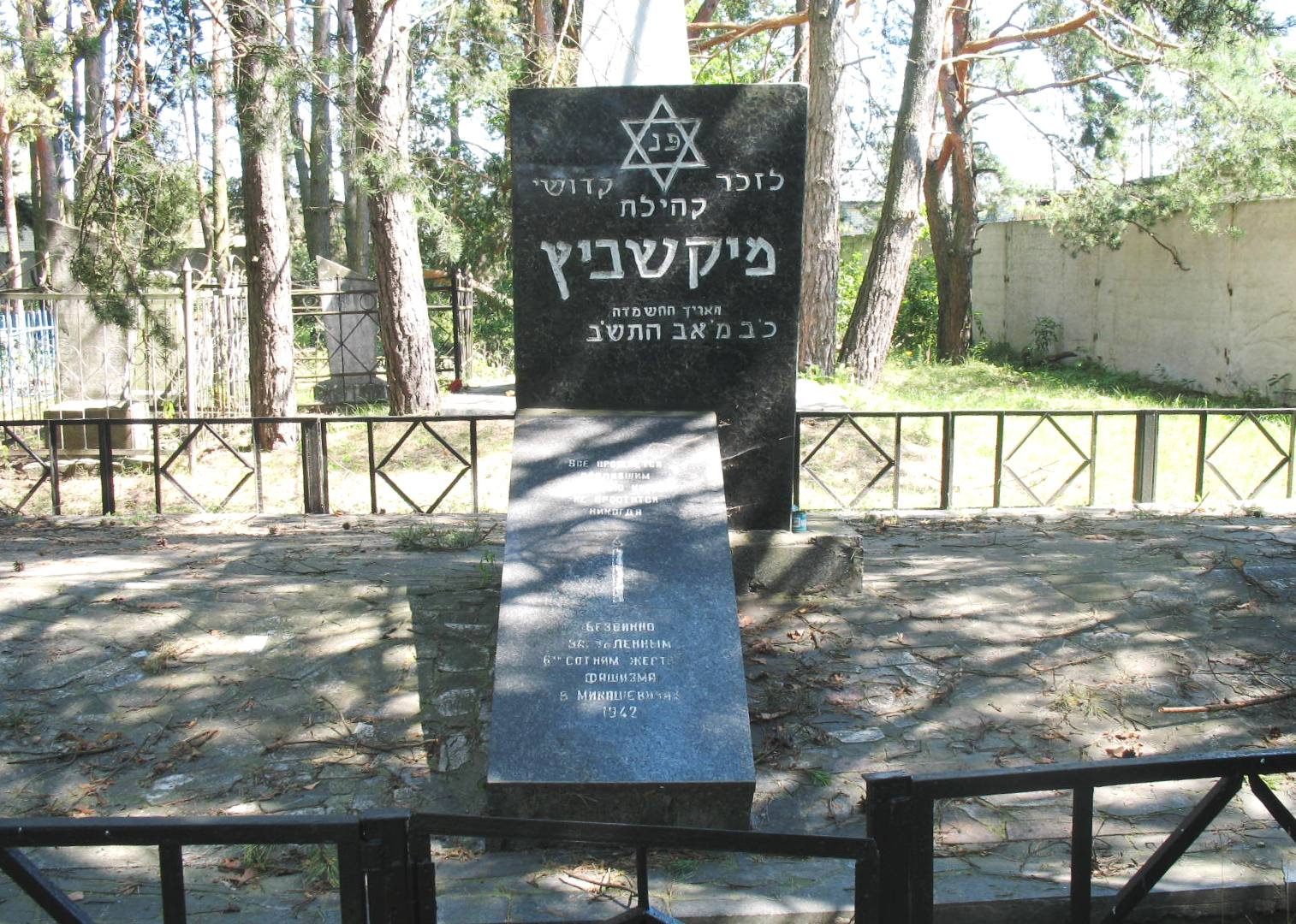
Памятник на братской могиле евреев Микашевичей

### Гетто в Больших Чучевичах
В гетто в посёлке Большие Чучевичи (лето 1941) нацистами и их сообщниками были замучены и убиты несколько десятков местных евреев и евреев из ближайших деревень.

### Гетто в Лунине
Деревня Лунин была захвачена немцами 10 июля 1941 года. Вскоре после оккупации от евреев была потребована «контрибуция», а евреев-мужчин (не менее 21 человека) расстреляли на территории бывшего имения лунинского помещика.
Оставшихся евреев деревни согнали в гетто. В 1942 году в живых оставались ещё 77 узников.

## Память
Опубликованы неполные списки жертв геноцида евреев в Лунинецком районе.
Памятники убитым евреям района установлены в городах Лунинец и Микашевичи, в деревнях Лахва, Кожан-Городок, Богдановка, Лунин, Большие Чучевичи. Также памятники стоят в Израиле — в городе Холоне и в Иерусалиме.